# Le Plan (Haute-Garonne)
Pour les articles homonymes, voir Le Plan.
Le Plan est une commune française située dans le centre du département de la Haute-Garonne, en région Occitanie.
Sur le plan historique et culturel, la commune est dans le pays de Comminges, correspondant à l’ancien comté de Comminges, circonscription de la province de Gascogne située sur les départements actuels du Gers, de la Haute-Garonne, des Hautes-Pyrénées et de l'Ariège. Exposée à un climat océanique altéré, elle est drainée par le Volp et par divers autres petits cours d'eau. La commune possède un patrimoine naturel remarquable composé de trois zones naturelles d'intérêt écologique, faunistique et floristique.
Le Plan est une commune rurale qui compte 434 habitants en 2022, après avoir connu un pic de population de 1 392 habitants en 1836. Elle fait partie de l'aire d'attraction de Toulouse. Ses habitants sont appelés les Planéens ou  Planéennes.
Le patrimoine architectural de la commune comprend un immeuble protégé au titre des monuments historiques : l'église Saint-Pierre, inscrite en 1950.

## Géographie

### Localisation
La commune du Plan se trouve dans le département de la Haute-Garonne, en région Occitanie.
Elle se situe à 55 km à vol d'oiseau de Toulouse, préfecture du département, à 37 km de Muret, sous-préfecture, et à 5 km de Cazères, bureau centralisateur du canton de Cazères dont dépend la commune depuis 2015 pour les élections départementales.
La commune fait en outre partie du bassin de vie de Cazères.
Les communes les plus proches sont : 
Montberaud (2,3 km), Saint-Christaud (2,6 km), Saint-Michel (2,9 km), Couladère (4,5 km), Plagne (5,0 km), Cazères (5,2 km), Gensac-sur-Garonne (5,7 km), Palaminy (5,7 km).
Sur le plan historique et culturel, Le Plan fait partie du pays de Comminges, correspondant à l’ancien comté de Comminges, circonscription de la province de Gascogne située sur les départements actuels du Gers, de la Haute-Garonne, des Hautes-Pyrénées et de l'Ariège.
Le Plan est limitrophe de cinq autres communes dont deux dans le département de l'Ariège.
Les communes limitrophes sont  Fabas, Montberaud, Saint-Christaud, Saint-Michel et Sainte-Croix-Volvestre.
|              | Saint-Christaud |                                 |
| Saint-Michel | du Plan         | Montberaud                      |
|              | Fabas (Ariège)  | Sainte-Croix-Volvestre (Ariège) |

### Géologie et relief
La superficie de la commune est de 802 hectares ; son altitude varie de 246  à   480 mètres.

### Hydrographie
Elle est drainée par le Volp, le ruisseau de la Boussège, Riou Bedet, le ruisseau de la Goutte, le ruisseau de la Lause, le ruisseau de la Quère, le ruisseau des Ruchets et par divers petits cours d'eau, constituant un réseau hydrographique de 16 km de longueur totale,.

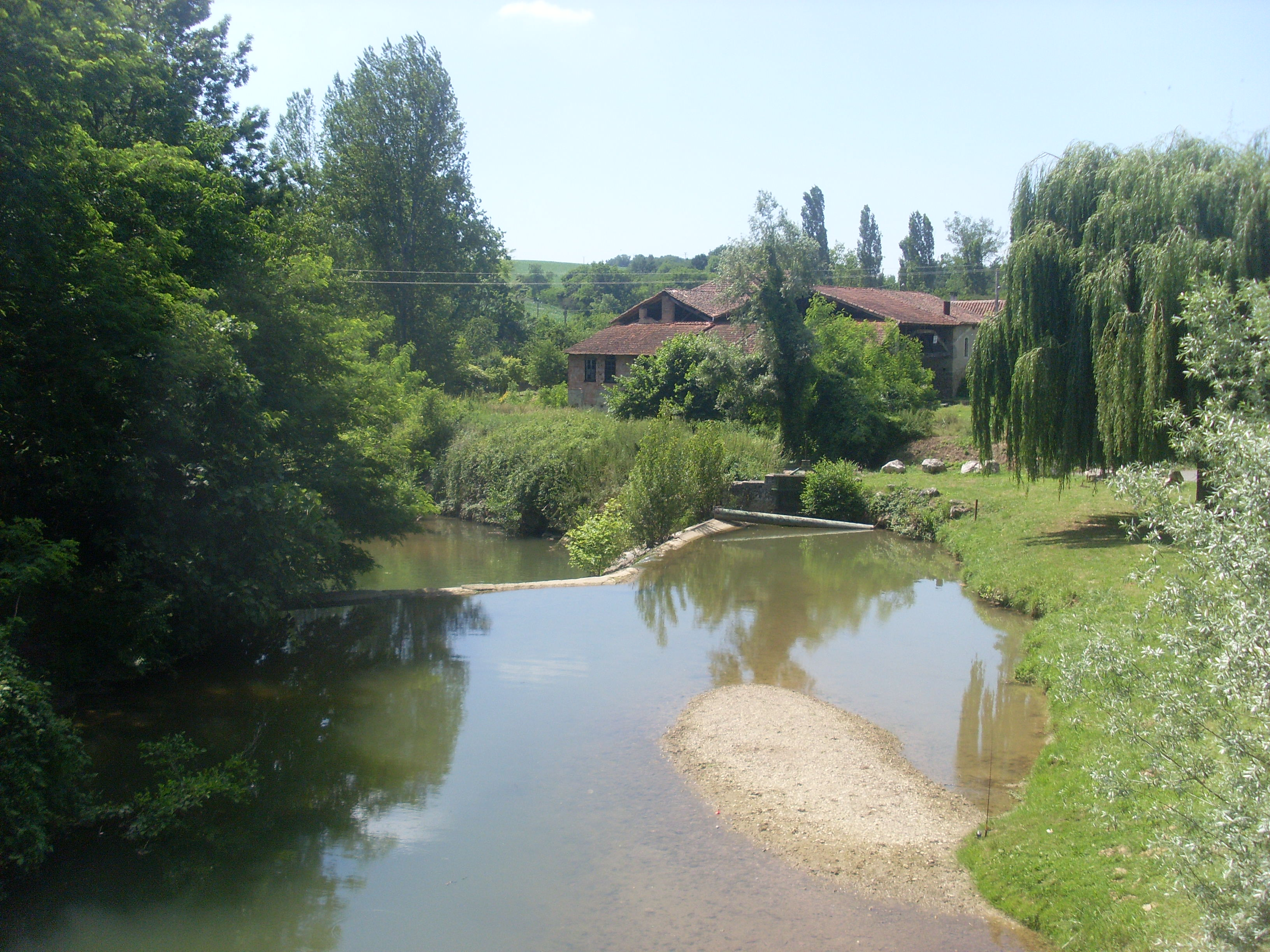
Le Volp
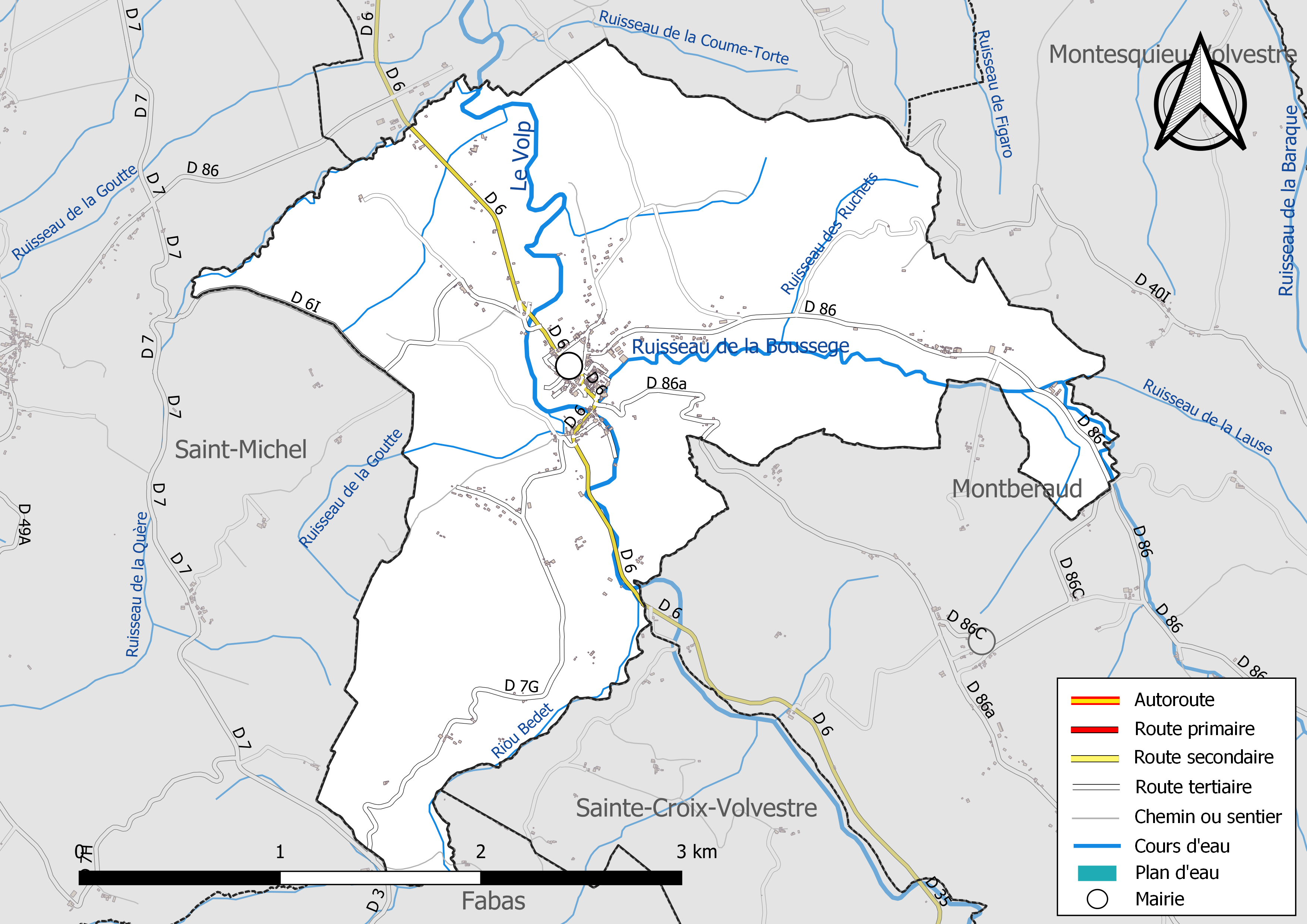
Réseaux hydrographique et routier duLe Plan.

### Climat
Pour des articles plus généraux, voir Climat de l'Occitanie et Climat de la Haute-Garonne.
En 2010, le climat de la commune est de type climat océanique altéré, selon une étude s'appuyant sur une série de données couvrant la période 1971-2000. En 2020, Météo-France publie une typologie des climats de la France métropolitaine dans laquelle la commune est dans une zone de transition entre le climat océanique altéré et le climat de montagne ou de marges de montagne et est dans une zone de transition entre les régions climatiques « Aquitaine, Gascogne » et « Pyrénées centrales ».
Pour la période 1971-2000, la température annuelle moyenne est de 12,6 °C, avec une amplitude thermique annuelle de 15,3 °C. Le cumul annuel moyen de précipitations est de 831 mm, avec 10,1 jours de précipitations en janvier et 6,6 jours en juillet. Pour la période 1991-2020, la température moyenne annuelle observée sur la station météorologique la plus proche, située dans la commune de Palaminy à 6 km à vol d'oiseau, est de 13,2 °C et le cumul annuel moyen de précipitations est de 715,2 mm,. Pour l'avenir, les paramètres climatiques de la commune estimés pour 2050 selon différents scénarios d’émission de gaz à effet de serre sont consultables sur un site dédié publié par Météo-France en novembre 2022.

### Milieux naturels et biodiversité

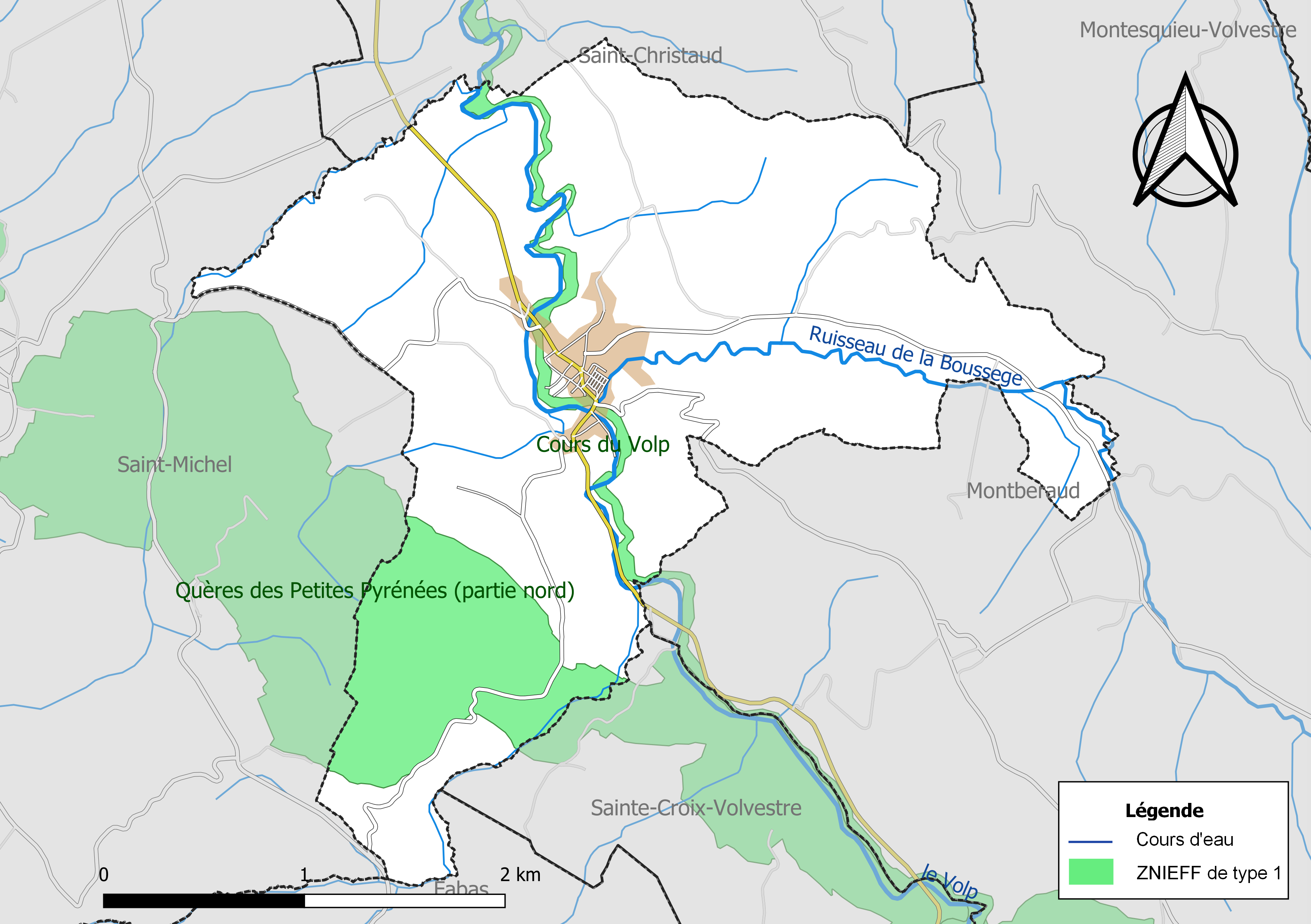
Carte des ZNIEFF de type 1 localisées dans la commune.

L’inventaire des zones naturelles d'intérêt écologique, faunistique et floristique (ZNIEFF) a pour objectif de réaliser une couverture des zones les plus intéressantes sur le plan écologique, essentiellement dans la perspective d’améliorer la connaissance du patrimoine naturel national et de fournir aux différents décideurs un outil d’aide à la prise en compte de l’environnement dans l’aménagement du territoire.
Deux ZNIEFF de type 1 sont recensées dans la commune :
le « cours du Volp » (205 ha), couvrant 15 communes dont 11 dans l'Ariège et quatre dans la Haute-Garonne et 
les « Quères des Petites Pyrénées (partie nord) » (1 262 ha), couvrant 9 communes dont une dans l'Ariège et huit dans la Haute-Garonne
et une ZNIEFF de type 2, : 
les « Petites Pyrénées en rive droite de la Garonne » (12 847 ha), couvrant 20 communes dont huit dans l'Ariège et 12 dans la Haute-Garonne.

## Urbanisme

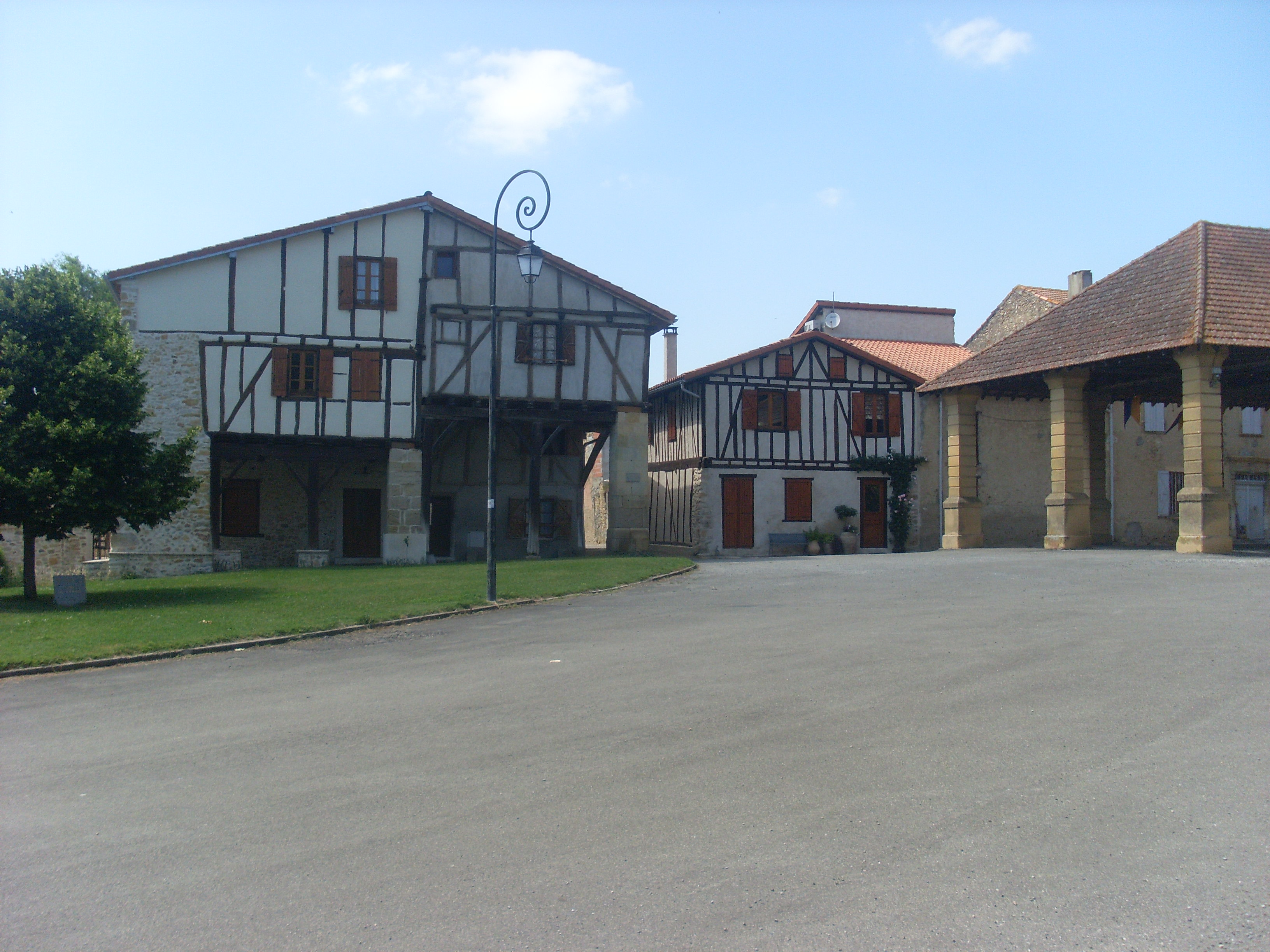
Rues de Le Plan

### Typologie
Au 1er janvier 2024, Le Plan est catégorisée commune rurale à habitat dispersé, selon la nouvelle grille communale de densité à sept niveaux définie par l'Insee en 2022.
Elle est située hors unité urbaine. Par ailleurs la commune fait partie de l'aire d'attraction de Toulouse, dont elle est une commune de la couronne,. Cette aire, qui regroupe 527 communes, est catégorisée dans les aires de 700 000 habitants ou plus (hors Paris),.

### Occupation des sols
L'occupation des sols de la commune, telle qu'elle ressort de la base de données européenne d’occupation biophysique des sols Corine Land Cover (CLC), est marquée par l'importance des territoires agricoles (77,6 % en 2018), une proportion identique à celle de 1990 (77,6 %). La répartition détaillée en 2018 est la suivante : 
zones agricoles hétérogènes (43,6 %), prairies (19,8 %), forêts (19,3 %), terres arables (14,1 %), zones urbanisées (3,2 %). L'évolution de l’occupation des sols de la commune et de ses infrastructures peut être observée sur les différentes représentations cartographiques du territoire : la carte de Cassini (XVIIIe siècle), la carte d'état-major (1820-1866) et les cartes ou photos aériennes de l'IGN pour la période actuelle (1950 à aujourd'hui).

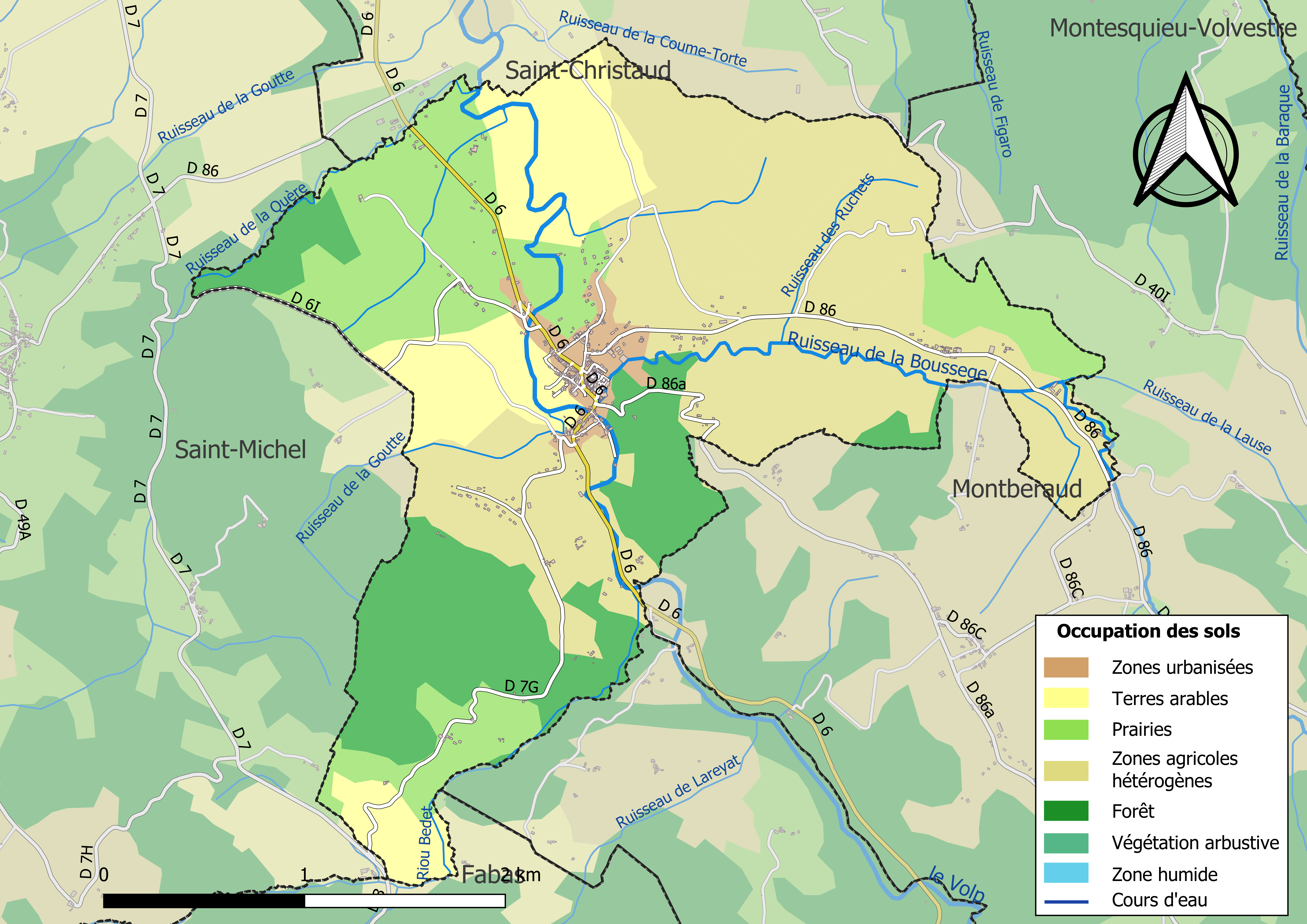
Carte des infrastructures et de l'occupation des sols de la commune en 2018 (CLC).

### Voies de communication et transports
Accès par la route départementale D 6 entre Cazères et Saint-Girons.
- Par le train : en gare de Cazères sur la ligne Toulouse - Bayonne.
- Par l'avion : aéroport Toulouse-Blagnac (à 60 km) et aérodrome de Cazères - Palaminy (activités de loisirs et de tourisme).

### Risques majeurs
Le territoire de la commune duPlan est vulnérable à différents aléas naturels : météorologiques (tempête, orage, neige, grand froid, canicule ou sécheresse), inondations, feux de forêts et séisme (sismicité faible). Un site publié par le BRGM permet d'évaluer simplement et rapidement les risques d'un bien localisé soit par son adresse soit par le numéro de sa parcelle.
Certaines parties du territoire communal sont susceptibles d’être affectées par le risque d’inondation par débordement de cours d'eau, notamment le ruisseau de la Boussège. La commune a été reconnue en état de catastrophe naturelle au titre des dommages causés par les inondations et coulées de boue survenues en 1982, 1988, 1993, 1999, 2000, 2009 et 2018,.
Un plan départemental de protection des forêts contre les incendies a été approuvé par arrêté préfectoral du 25 septembre 2006. Le Plan est exposée au risque de feu de forêt du fait de la présence sur son territoire des massifs des Petites Pyrénées et des Coteaux du Volvestre. Il est ainsi défendu aux propriétaires de la commune et à leurs ayants droit de porter ou d’allumer du feu dans l'intérieur et à une distance de 200 mètres des bois, forêts, plantations, reboisements ainsi que des landes. L’écobuage est également interdit, ainsi que les feux de type méchouis et barbecues, à l’exception de ceux prévus dans des installations fixes (non situées sous couvert d'arbres) constituant une dépendance d'habitation,

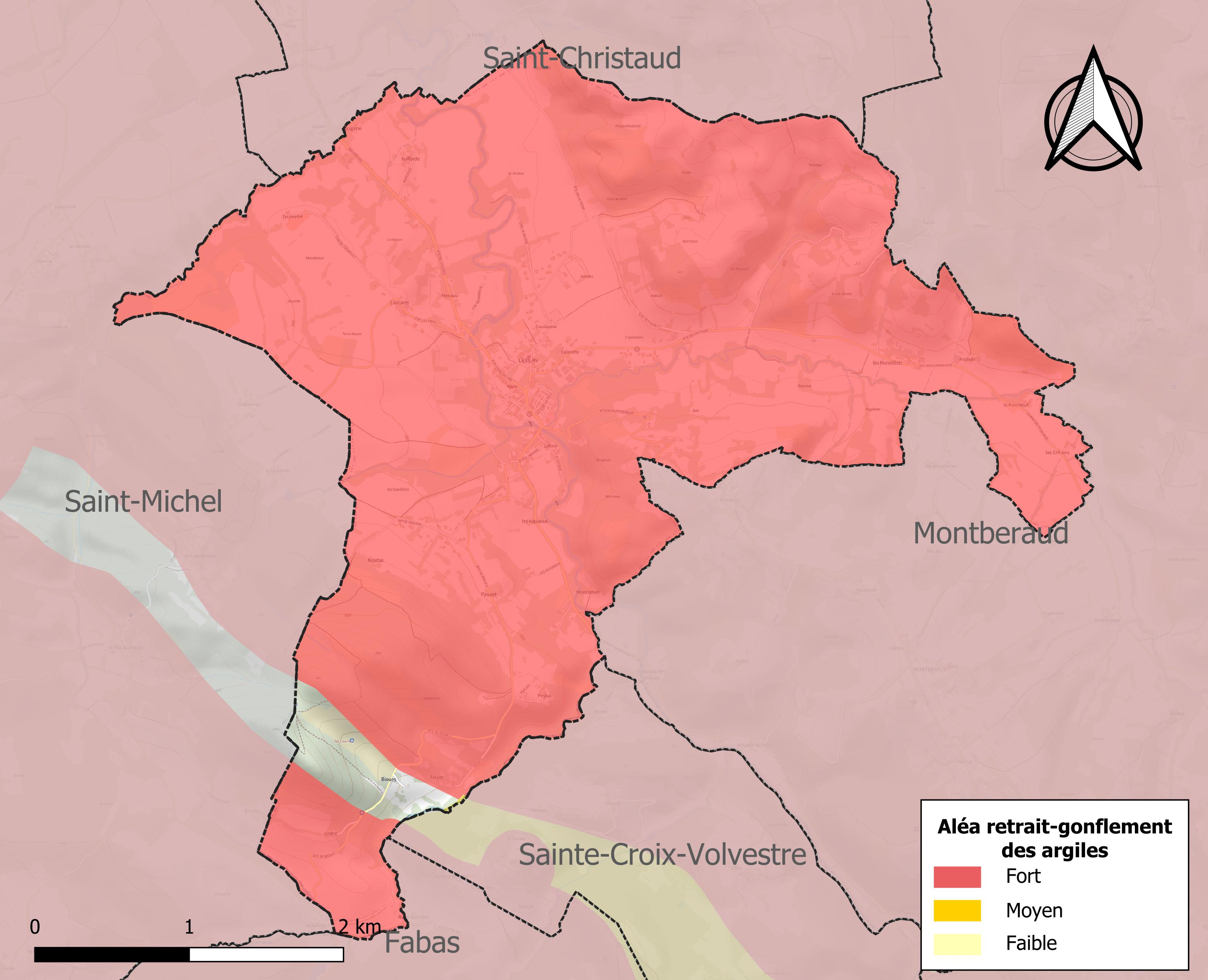
Carte des zones d'aléa retrait-gonflement des sols argileux duPlan.

Le retrait-gonflement des sols argileux est susceptible d'engendrer des dommages importants aux bâtiments en cas d’alternance de périodes de sécheresse et de pluie. 97,2 % de la superficie communale est en aléa moyen ou fort (88,8 % au niveau départemental et 48,5 % au niveau national). Sur les 259 bâtiments dénombrés dans la commune en 2019, 257 sont en aléa moyen ou fort, soit 99 %, à comparer aux 98 % au niveau départemental et 54 % au niveau national. Une cartographie de l'exposition du territoire national au retrait gonflement des sols argileux est disponible sur le site du BRGM,.
Par ailleurs, afin de mieux appréhender le risque d’affaissement de terrain, l'inventaire national des cavités souterraines permet de localiser celles situées dans la commune.
Concernant les mouvements de terrains, la commune a été reconnue en état de catastrophe naturelle au titre des dommages causés par la sécheresse en 1989, 2003 et 2016 et par des mouvements de terrain en 1999.

## Histoire
Le Plan est une bastide ecclésiastique fondée en 1366.
Le territoire de la commune faisait partie du Comté de Comminges.
À partir du Moyen Âge, jusqu'à sa disparition en 1790, pendant la Révolution française, Le Plan faisait partie du diocèse de Rieux.

## Héraldique
| Blason de Plan (Le) | Blason  | D'or à deux renards affrontés de sable gravissant les versants d'une colline d'argent posée sur une rivière courante en fasce de sinople et chargée d'une roue de moulin de sable brochant en partie sur la rivière; au chef d'or chargé d'une muraille crénelée de six pièces de sable, maçonnée du champ ; le tout enfermé dans un orle de gueules et de sable. |
| Blason de Plan (Le) | Détails | Le statut officiel du blason reste à déterminer. |

## Politique et administration

### Administration municipale
Le nombre d'habitants au recensement de 2011 étant compris entre 100 et 500, le nombre de membres du conseil municipal pour l'élection de 2014 est de 11,.

### Rattachements administratifs et électoraux
Commune faisant partie de la huitième circonscription de la Haute-Garonne de la Communauté de communes Cœur de Garonne et du canton de Cazères. Avant le 1er janvier 2017 Le Plan faisait partie de la communauté de communes du canton de Cazères.

### Liste des maires
| Période                                  | Période  | Identité                                     | Étiquette | Qualité |
| ---------------------------------------- | -------- | -------------------------------------------- | --------- | --- |
| Les données manquantes sont à compléter. |          |                                              |           | |
| 1789                                     | 1789     | Jean Louis De Suere                          |           | Chevalier de l’Ordre royal et militaire de Saint-Louis, seigneur du Plan, président de la municipalité du Plan |
| 1790                                     | 1791     | Jean Laurent Faur                            |           | Notaire |
| 1792                                     | 1800     | Gabriel Hispan                               |           | |
| 1793                                     | 1793     | Bertrand Crabé                               |           | Sargeur, tisserand, membre du conseil général de la commune                                                    |
| 1793                                     | 1796     | Bernard Boudigue                             |           | Officier public                                                                                                |
| 1796                                     | 1798     | Jean François Mauran                         |           | Agent communal/municipal                                                                                       |
| 1798                                     | 1800     | Vidian Lougarre                              |           | Agent municipal puis adjoint                                                                                   |
| 1800                                     | 1808     | Antoine Mauran                               |           | Notaire |
| 1808                                     | 1810     | Joseph Piquemal                              |           | |
| 1810                                     | 1816     | Jean Jacques François Suere                  |           | |
| 1816                                     | 1824     | Bertrand Crabé                               |           | |
| 1825                                     | 1834     | Joseph Piquemal                              |           | |
| 1834                                     | 1837     | Bertrand Hispan                              |           | |
| 1837                                     | 1848     | Louis Lacourt                                |           | |
| 1848                                     | 1858     | François Dougnac                             |           | Officier de santé, père de son successeur                                                                      |
| 1858                                     | 1870     | Pierre Joseph Ferdinand Dougnac              |           | Docteur en médecine, fils de son prédécesseur                                                                  |
| 1870                                     | 1874     | Jérôme Boudigue                              |           | |
| 1874                                     | 1878     | Pierre Joseph Ferdinand Dougnac              |           | Docteur en médecine                                                                                            |
| 1878                                     | 1908     | Jean Jacques Louis Alphonse Désiré Dausseing |           | Notaire |
| 1908                                     | 1919     | Jean Cazeaux                                 |           | |
| 1919                                     | 1935     | Gustave Rougé                                |           | |
| 1935                                     | 1944     | Édouard Daney                                |           | |
| 1944                                     | 1960     | Paul Mauries                                 |           | |
| 1960                                     | 1964     | Gilbert Denis Sentenac                       |           | |
| 1964                                     | 1965     | Paul Mauries                                 |           | |
| 1965                                     | 1971     | Alphonse Piaser                              |           | |
| 1971                                     | 1992     | Robert Muquet                                |           | |
| 1992                                     | 2001     | André Fauré                                  | PS        | |
| 2001                                     | 2020     | Pierre Zordan                                | PS        | Retraité |
| 2020                                     | En cours | Jacques Servat                               |           | Retraité Vice-président de la CC Cœur de Garonne (2020 → )                                                     |

## Population et société

### Démographie
| 1793 | 1800 | 1806 | 1821  | 1831  | 1836  | 1841  | 1846  | 1851  |
| ---- | ---- | ---- | ----- | ----- | ----- | ----- | ----- | ----- |
| 833  | 880  | 969  | 1 105 | 1 392 | 1 392 | 1 155 | 1 164 | 1 094 |

| 1856  | 1861  | 1866  | 1872  | 1876  | 1881 | 1886 | 1891 | 1896 |
| ----- | ----- | ----- | ----- | ----- | ---- | ---- | ---- | ---- |
| 1 185 | 1 199 | 1 158 | 1 100 | 1 034 | 906  | 851  | 779  | 719  |

| 1901 | 1906 | 1911 | 1921 | 1926 | 1931 | 1936 | 1946 | 1954 |
| ---- | ---- | ---- | ---- | ---- | ---- | ---- | ---- | ---- |
| 692  | 640  | 591  | 468  | 450  | 395  | 380  | 372  | 323  |

| 1962 | 1968 | 1975 | 1982 | 1990 | 1999 | 2004 | 2006 | 2009 |
| ---- | ---- | ---- | ---- | ---- | ---- | ---- | ---- | ---- |
| 307  | 281  | 277  | 290  | 300  | 315  | 367  | 392  | 483  |

| 2014 | 2019 | 2022 | - | - | - | - | - | - |
| ---- | ---- | ---- | - | - | - | - | - | - |
| 462  | 442  | 434  | - | - | - | - | - | - |

| selon la population municipale des années : | 1968 | 1975 | 1982 | 1990 | 1999 | 2006 | 2009 | 2013 |
| Rang de la commune dans le département      | 210  | 283  | 271  | 264  | 284  | 261  | 240  | 249  |
| Nombre de communes du département           | 592  | 582  | 586  | 588  | 588  | 588  | 589  | 589  |

### Enseignement
Le Plan fait partie de l'académie de Toulouse.
L'éducation est assurée dans la commune par une école maternelle.

### Écologie et recyclage
La collecte et le traitement des déchets des ménages et des déchets assimilés ainsi que la protection et la mise en valeur de l'environnement se font dans le cadre de la communauté de communes du canton de Cazères.
Une déchetterie intercommunale gérée par la communauté de communes est présente dans la commune de Mondavezan.

## Économie

### Revenus
En 2018  (données Insee publiées en septembre 2021), la commune compte 209 ménages fiscaux, regroupant 441 personnes. La médiane du revenu disponible par unité de consommation est de 21 410 € (23 140 € dans le département).

### Emploi
|                | 2008  | 2013   | 2018   |
| -------------- | ----- | ------ | ------ |
| Commune        | 11 %  | 13,3 % | 10,5 % |
| Département    | 7,7 % | 9,6 %  | 9,3 %  |
| France entière | 8,3 % | 10 %   | 10 %   |

En 2018, la population âgée de 15 à 64 ans s'élève à 277 personnes, parmi lesquelles on compte 76,1 % d'actifs (65,6 % ayant un emploi et 10,5 % de chômeurs) et 23,9 % d'inactifs,. Depuis 2008, le taux de chômage communal (au sens du recensement) des 15-64 ans est supérieur à celui de la France et du département.
La commune fait partie de la couronne de l'aire d'attraction de Toulouse, du fait qu'au moins 15 % des actifs travaillent dans le pôle,. Elle compte 33 emplois en 2018, contre 34 en 2013 et 48 en 2008. Le nombre d'actifs ayant un emploi résidant dans la commune est de 185, soit un indicateur de concentration d'emploi de 18 % et un taux d'activité parmi les 15 ans ou plus de 55,9 %.
Sur ces 185 actifs de 15 ans ou plus ayant un emploi, 23 travaillent dans la commune, soit 13 % des habitants. Pour se rendre au travail, 90,8 % des habitants utilisent un véhicule personnel ou de fonction à quatre roues, 2,2 % les transports en commun, 6,5 % s'y rendent en deux-roues, à vélo ou à pied et 0,5 % n'ont pas besoin de transport (travail au domicile).

### Activités hors agriculture
18 établissements sont implantés  au Plan au 31 décembre 2019.
Le secteur du commerce de gros et de détail, des transports, de l'hébergement et de la restauration est prépondérant dans la commune puisqu'il représente 33,3 % du nombre total d'établissements de la commune (6 sur les 18 entreprises implantées  au Le Plan), contre 25,9 % au niveau départemental.

### Agriculture
|               | 1988 | 2000 | 2010 | 2020 |
| ------------- | ---- | ---- | ---- | ---- |
| Exploitations | 14   | 8    | 5    | 6    |
| SAU (ha)      | 492  | 566  | 578  | 635  |

La commune est dans le Volvestre, une petite région agricole localisée dans l'est du département de la Haute-Garonne, constituée de collines de terrefort à fortes pentes autrefois consacrées à l’élevage s’orientent aujourd’hui vers les grandes cultures. En 2020, l'orientation technico-économique de l'agriculture  dans la commune est la culture de céréales et/ou d'oléoprotéagineuses. Six exploitations agricoles ayant leur siège dans la commune sont dénombrées lors du recensement agricole de 2020 (14 en 1988). La superficie agricole utilisée est de 635 ha,,.

## Culture locale et patrimoine

### Lieux et monuments
- Église Saint-Pierre du Plan, à clocher mur est inscrite au titre des monuments historiques depuis 1950[44].
- Chapelle oratoire du couvent du Plan.

### Personnalités liées à la commune
- Dominique Philippe Jean Fourcade, sculpteur et médailleur, est né au Plan en 1871.

## Pour approfondir